# Élie de Nabinal
Élie de Nabinal (?-1348) fut archevêque de Nicosie, patriarche de Jérusalem et cardinal au titre de Saint-Vital.

## Biographie
Originaire du Périgord, il entra chez les franciscains et devint le provincial d’Aquitaine de 1324 à 1328. Son Ordre l’envoya à Paris pour faire ses études de théologie. Il obtint son grade en 1329 et Jean XXII lui décerna le titre de maître le 1er mai 1331. Entre-temps, il s’était fait remarquer et apprécier du Magistère par sa lutte contre les fraticelles partisans de l’empereur Louis de Bavière.  

## Archevêque de Nicosie
Élie de Nabinal fut nommé archevêque de Nicosie le 16 novembre 1331. Il se rendit effectivement à Chypre, fut reçu à la Cour du roi Hugues IV de Lusignan et présida un concile provincial dans l'île en 1340. 
Ce fut Clément VI qui, le 12 juillet 1342, le fit patriarche de Jérusalem et, lors du consistoire du 20 septembre de la même année, lui remit le chapeau de cardinal au titre de Saint-Vital. Le Souverain Pontife lui conserva sa charge d’archevêque. 
Désormais connu sous le nom de cardinal de Nicosie, le 1er juin 1343, il réunit le chapitre général de son Ordre à Marseille. 

## Mort de la Peste Noire
Il mourut de la Peste Noire, à Avignon, le 13 janvier 1348 et fut inhumé dans l’église conventuelle des franciscains de cette ville. Avant de mourir, il avait légué par testament à Clément VI sa résidence de Montolivet à Villeneuve-lès-Avignon.